# Campionati europei di dressage 1973
I Campionati europei di dressage 1973 si sono svolti ad Aquisgrana in Germania Ovest.

## Podi
| Evento           | Oro            | Argento          | Bronzo      |
| Gara individuale | Reiner Klimke  | Elena Petuškova  | Ivan Kalita |
| Gara a squadre   | Germania Ovest | Unione Sovietica | Svizzera    |

## Medagliere
| Posiz. | Nazione          | Oro | Argento | Bronzo | Totale |
| ------ | ---------------- | --- | ------- | ------ | ------ |
| 1      | Germania Ovest   | 2   | 0       | 0      | 2      |
| 2      | Unione Sovietica | 0   | 2       | 1      | 3      |
| 3      | Svizzera         | 0   | 0       | 1      | 1      |
| Totale | Totale           | 2   | 2       | 2      | 6      |